# Cycas semota
Cycas semota é uma espécie de cicadófita do género Cycas da família Cycadaceae, nativa do noroeste de Queensland, Austrália. Segundo dados de 2010, a população encontra-se estável.